# Liste des compagnies aériennes à bas coûts
 (mars 2021).
Si vous disposez d'ouvrages ou d'articles de référence ou si vous connaissez des sites web de qualité traitant du thème abordé ici, merci de compléter l'article en donnant les références utiles à sa vérifiabilité et en les liant à la section « Notes et références ».
Les compagnies aériennes à bas coûts (en anglais low cost airlines) sont des sociétés spécialisées pour vendre des vols à des tarifs inférieurs à ceux proposés par les compagnies aériennes classiques ou régulières, en général sur les court et moyen courriers. Le concept semble avoir été inventé par la compagnie américaine Southwest Airlines au début des années 1970. Cette entreprise en est à 32 années consécutives de bénéfices.
En novembre 2004, on recensait 106 compagnies de cette catégorie dont 56 en Europe.

## Compagnies actives

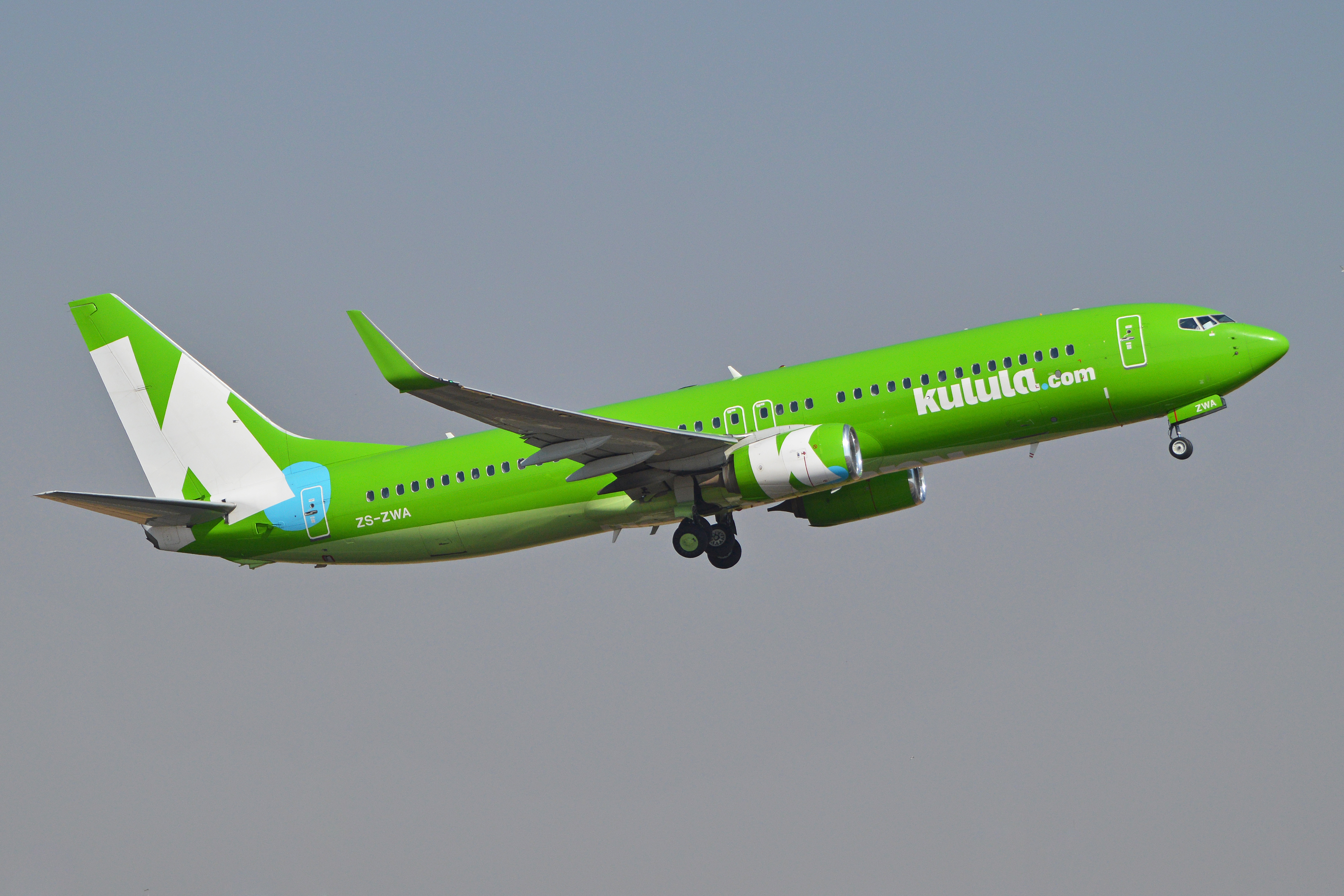
Kulula.com

### Afrique
- Afrique du Sud : Kulula.com, Mango, FlySafair
- Égypte : Air Arabia, Air Cairo, FlyEgypt
- Kenya : courant 2013 Fastjet (ex Fly540 et actuellement en Tanzanie sous le nom de Fastjet), fin 2012 Jambojet
- Maroc : Air Arabia Maroc
- Nigeria : Aero Contractors
- Tanzanie : Fastjet
- Tunisie : Nouvelair Tunisie, Karthago Airlines, Syphax Airlines

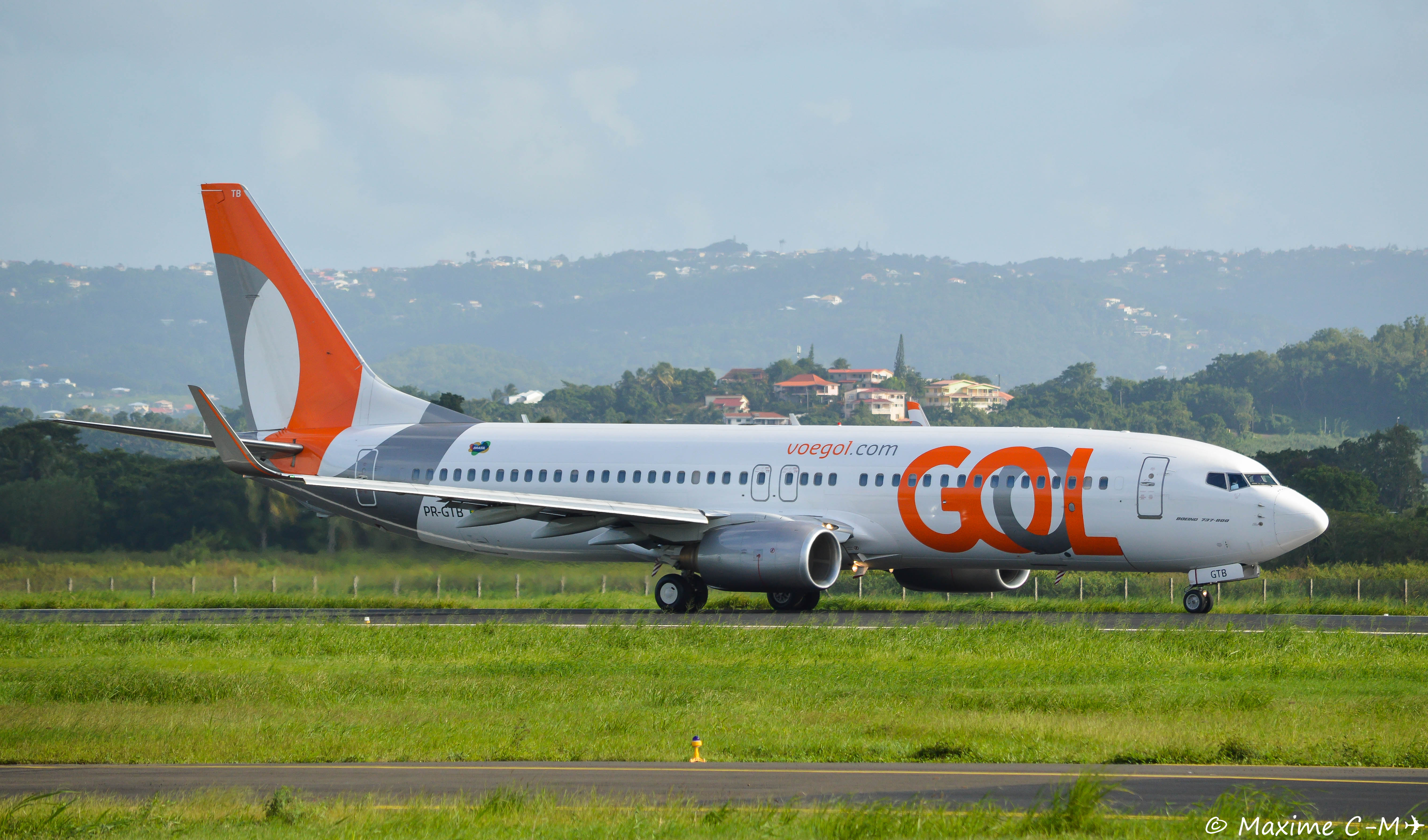
GOL, plus grande compagnie low-cost en Amérique du Sud

### Amériques
- Argentine : Aerochaco, Norwegian Air Argentina, JetSmart Argentina, Flybondi
- Bolivie : Amaszonas
- Brésil :  Gol, Azul
- Canada : Air Canada Rouge, Canada Jetlines, Flair Airlines, Swoop, Westjet, PAL Airlines
- Chili : Sky Airline, JetSmart
- Colombie : EasyFly, Viva Colombia, Satena, Wingo
- Costa Rica : Volaris Costa Rica
- États-Unis : Allegiant Air, Frontier Airlines, Interstate Jet, JetBlue Airways, Southwest Airlines,  Spirit Airlines, Sun Country Airlines, USA 3000 Airlines, Virgin America, Vision Airlines, Avelo Airlines, Breeze Airways
- Salvador : Volaris El Salvador
- Honduras : EasySky
- Mexique : Interjet, Viva Aerobus, Volaris
- Pérou : LC Busre, Peruvian Airlines, Star Perú, Viva Air Perú

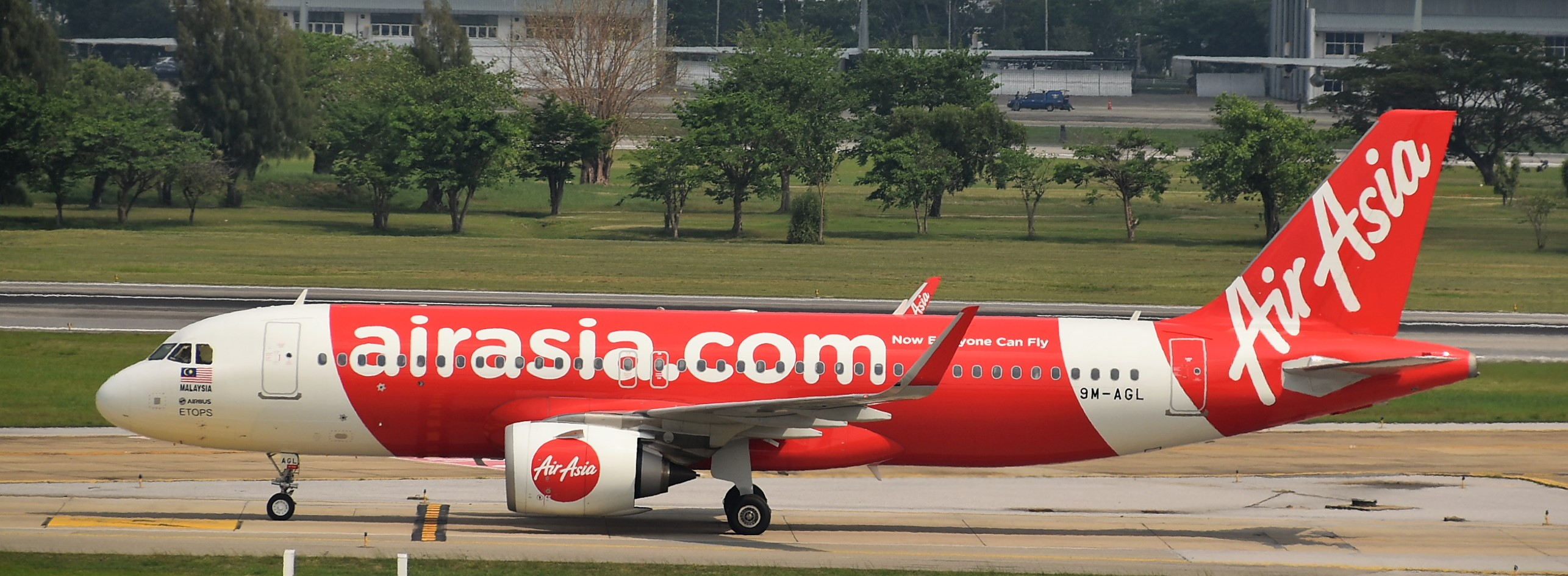
Air Asia, leader des compagnies low-cost en Asie

- République dominicaine : Flycana

### Asie - Pacifique
- Australie : Fairline, Jetstar Airways, Virgin Australia
- Cambodge : Sky Angkor Airlines, Lanmei Airlines
- Chine : Spring Airlines, United Eagle Airlines, Juneyao Airlines, Okay Airways, Lucky Air, Ruili Airlines, Beijing Capital Airlines, China United Airlines, Urumqi Air, Chengdu Airlines, West Air
- Corée du Sud : T'way Airlines, Air Busan, Eastar Jet, Jeju Air, Jin Air, Air Seoul
- Hong Kong : HK Express
- Inde : GoAir, SpiceJet, IndiGo, Air India Express; AirAsia India
- Indonésie : Citilink, Indonesia AirAsia,  Lion Air, Mandala Airlines, Wings Air, Super Air Jet
- Japon : Jetstar Japan, Peach, Skymark Airlines, Solaseed Air, Spring Airlines Japan,  StarFlyer, ZIPAIR Tokyo
- Kazakhstan : FlyArystan
- Kirghizistan : Air Manas
- Malaisie : AirAsia, AirAsia X, Firefly, MASWings, Malindo Air
- Pakistan : Aero Asia, Air Blue
- Philippines : Cebgo, Cebu Pacific Air, AirAsia Philippines, Zest Airways, South East Asian Airlines, PAL Express
- Singapour : Scoot, Jetstar Asia
- Thaïlande : Bangkok Airways, Nok Air,Thai Smile, Thai AirAsia, Thai AirAsia X, Thai Lion Air, Thai Vietjet Air
- Turquie : Onur Air, AnadoluJet, Pegasus Airlines
- Viêt Nam : Jetstar, VietJet Air

### Europe
- Albanie : Albawings
- Allemagne : Eurowings
- Autriche : EasyJet Europe, Eurowings Europe, Lauda
- Azerbaïdjan : Buta Airways
- Belgique : TUI fly Belgium
- Espagne : Air Europa, Vueling Airlines, Volotea, Iberia Express, Level
- France : Transavia France, French Bee
- Hongrie : Wizzair
- Irlande : Ryanair, Norwegian Air International
- Islande : Play
- Italie : Blu-Express, Mathieu Airlines
- Lettonie : AirBaltic
- Norvège : Norwegian Air Shuttle, Norse Atlantic Airways
- Pays-Bas : Corendon, Transavia
- Pologne : Enter Air, Buzz
- Roumanie : Blue Air, Carpatair, HiSky
- Royaume-Uni : Norwegian Air UK, easyJet, Jet 2. Ryanair UK, Wizz Air UK
- Russie : Pobeda
- Suède :  Golden Air, Scand Jet, Snalskjutsen, Stockholms Planet, Swedline, Norwegian Air Sweden, BRA Braathens
- République tchèque : Smart Wings
- Suisse : EasyJet Switzerland, Helvetic Airways,
- Turquie : Pegasus Airlines, SunExpress, AnadoluJet, Onur Air

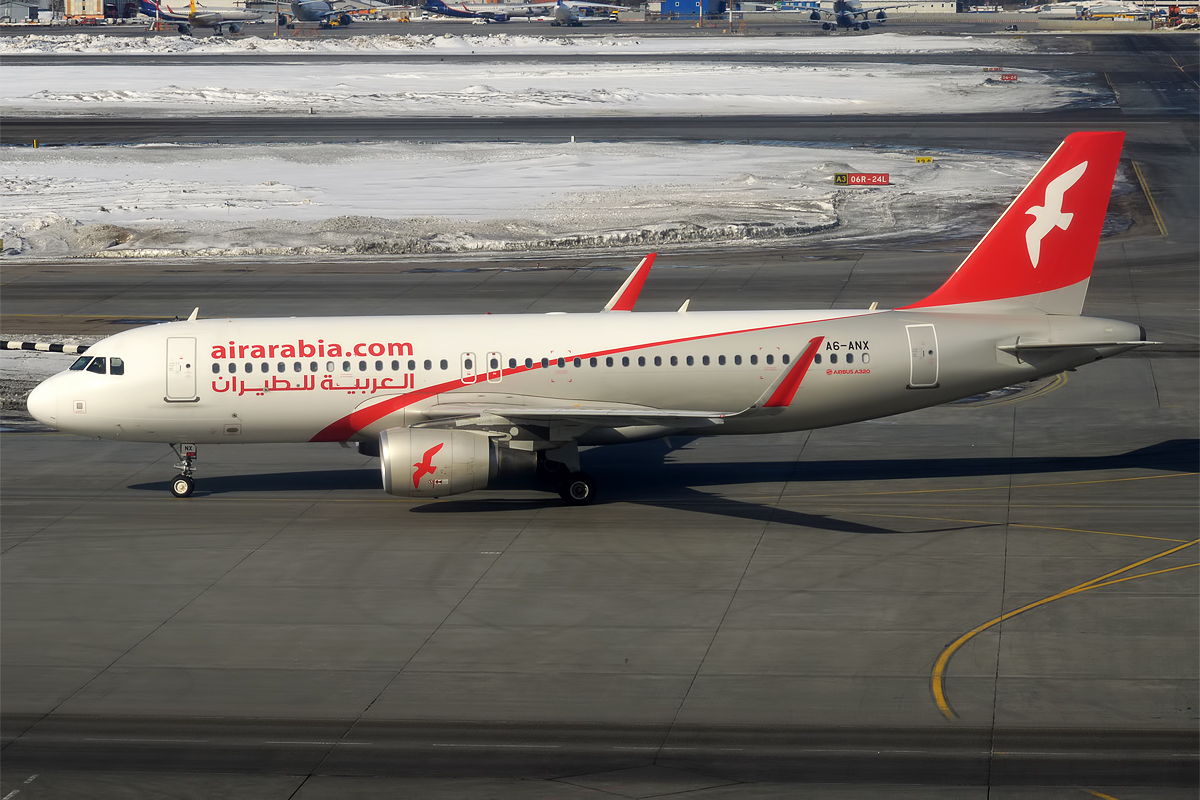
Un Airbus A320 d'Air Arabia

- Ukraine : SkyUp

### Moyen-Orient
- Arabie saoudite : Nas Air, Flyadeal
- Émirats arabes unis : Air Arabia, flydubai, RAK Airways, Wizz Air Abu Dhabi
- Jordanie : Petra Airlines dès mars 2013.
- Liban : Wings Of Lebanon
- Oman : SalamAir
- Koweït : Jazeera Airways
- Yémen : Felix Airways

## Quelques compagnies à bas coûts faillies récemment ou en difficultés notoires
SkyEurope Airlines (Slovaquie), Spanair (Espagne), Central Connect Airlines (République tchèque), Cimber Sterling ex-Cimber Air(Danemark), Skyways (Suède), City Airlines (Suède), OLT Express (Pologne), Wind Jet, MyAir (Italie), Air Finland (Finlande), Islas Lineas Aeras (Espagne), le 2/11/12 1time (Afrique du Sud), Hello Airlines (Suisse), le 25/01/13 OLT Germany (Allemagne) et le 31/01/13 Batavia Air (Indonésie).
Difficultés financières: Kingfisher Airlines (Inde): pilotes impayés depuis début 2012, plus aucun des 2930 vols hebdomadaires depuis le 1/10/12. Licence d'opération suspendue le 20/10/12. Blue Panorama Airlines incluant donc Blu-Express (Italie): : licence provisoire attribuée en octobre 2012 pour une année à la suite d'un endettement important.
Pour information, en Europe, sur les 11 premiers mois de 2012, 11 compagnies, dont 8 low cost, (Spanair, Central Connect Airlines, Malev, Cimber Sterling, Skyways, City Airlines, Air Finland, OLT Express, Islas Lineas Aeras, Hello Airlines et WindJet), ont fait faillite, tandis que nombre d’autres affichent d’importants déficits dont, pour les régulières, 597 millions d’euros de pertes au premier semestre pour Air France, 381 millions pour Lufthansa, ou encore 212 millions pour IAG, le groupe issu de la fusion de British Airways et Iberia.

## Compagnie disparues
- Afrique du Sud : 1time, Velvet Sky, Skywise Airlines
- Albanie : Albatros Airways, Belle Air
- Algérie : Antinea Airlines, Ecoair International
- Allemagne : Air Berlin (muté en transporteur classique en 2010), DBA, HLX et LTU International Airways, Germanwings (fusionné avec Eurowings)
- Arabie saoudite : Sama
- Argentine : LAPA, Sol Líneas Aéreas
- Australie : Air Australia, Compass Airlines, East-West Airlines, Impulse Airlines (achetée par Qantas et baptisée Jetstar), Sungold Airlines, Pacific Blue et Virgin Blue (mutée en une compagnie classique sous Virgin Australia).
- Autriche : Level Europe, Niki
- Belgique : Virgin Express (intégrée dans SN Brussels Airlines), Sabena
- Barbade : REDjet
- Brésil : BRA Transportes Aéreos, WebJet Linhas Aéreas
- Bulgarie : Wizz Air Bulgaria
- Canada : Air Canada Tango, Canada 3000, CanJet, Canada Jetlines,  Greyhound Air, Harmony Airways, Jetsgo, Vistajet (en), Wardair, Zip, Zoom Airlines
- Chili : Latin American Wings
- Chypre : Helios Airways
- Colombie : Aires, Intercontinental
- Corée du Sud : Air Pohang
- Danemark : Sterling Airlines, Transavia.com Denmark
- Égypte : Flash Airlines
- Émirats arabes unis : Kang Pacific Airlines
- Équateur : Icaro Air
- États-Unis : AirTran Airways, ATA Airlines, Hooters Air, Independence Air, Kiwi International Air Lines, MetroJet (en), Midway Airlines, Midwest Airlines, National Airlines, Pacific Southwest Airlines, Pearl Air, People Express, Safe Air, Skybus Airlines, SkyValue, Southeast Airlines, Streamline Air, Tower Air, United Shuttle, ValuJet Airlines, Vanguard Airlines, Western Pacific Airlines, USA3000airlines
- Îles Féroé : FaroeJet
- Finlande : Flying Finn
- France : Air Turquoise, Flywest, XL Airways, Joon
- Géorgie : Flyvista
- Hong Kong : Oasis Hong Kong Airlines
- Inde : JetKonnect (fusion avec Jet Airways), Jetlite (fusion avec Jet Airways), Kingfisher Red, Paramount Airways, Simplifly Deccan
- Indonésie : Adam Air, Bali Air, Batavia Air, Indonesia AirAsia X
- Irlande : JetGreen Airways, Jet Magic
- Islande : Iceland Express
- Israël : Up
- Italie : Air One, Air Service Plus, Alpi Eagles, Volare Airlines, Club Air, MyAir
- Japon : Air Next, Vanilla Air (fusion avec Peach), AirAsia Japan, Link Airs, Air Do (mutée en compagnie classique), JAL Express (intégré dans Japan Airlines en 2014,
- Jordanie : Air Arabia Jordan
- Lituanie : Star1 Airlines
- Macao : Viva Macau
- Maroc : Atlas Blue , jet4you
- Mexique : Aero California, Aladia, Aviacsa, Avolar, Click Mexicana, Líneas Aéreas Azteca, SARO, TAESA
- Mozambique : Fastjet Mozambique
- Népal : Cosmic Air, Fly Yeti
- Norvège : Color Air, Feel Air
- Nouvelle-Zélande : Kiwi Airlines, Freedom Air, Origin Pacific Airways, Pacific Blue (mutée en compagnie classique), Virgin Australia
- Nigeria : Sosoliso Airlines
- Pakistan : Bhoja Air, Aero Asia, Safe Air, Shaheen Air
- Pays-Bas : V Bird
- Philippines : Spirit of Manila Airlines, Zest Airways (fusion avec Philippines AirAsia)
- Pologne : Air Polonia, Centralwings, Direct Fly, EuroLOT, GetJet, OLT Express Poland
- Roumanie : Fly Romania
- Royaume-Uni : Air Scotland, bmibaby, Debonair, Duo Airways, flyglobespan, Laker Airways, et Monarch Airlines, Flybe
- Russie : Avianova, Sky Express (arrêt au 29 octobre 2011), Dobrolet (maintenant Pobeda)
- Serbie : Centavia
- Singapour : Tigerair (fusion avec Scoot), Valuair (devenu JetStar Airways)
- Slovaquie : SkyEurope
- Sri Lanka : Mihin Lanka (fusion avec SriLankan Airlines)
- Suède : FlyMe, Fly Nordic, Snowflake
- Suisse : Etihad Regional
- Taïwan : U-Land Airlines, V Air
- Tanzanie : Fastjet Tanzania
- Thaïlande : NokScoot, One-Two Go Airlines, Solar Air
- Ukraine : Wizz Air Ukraine
- Uruguay : U Air
- Zimbabwe : Fly Kumba
- TOKELAU: TOKELAU AIRLINES